# Басюра, Леонид Петрович
Леонид Петрович Басюра (1924 — неизвестно) — советский хоккеист, защитник.
Блокадник. Всю карьеру в командах мастеров — восемь сезонов (1954/55 — 1961/62) — провёл в команде чемпионата СССР «Авангард» / «Кировец» Ленинград.
Также играл за футбольную команду «Кировец».